# USエアウェイズ・エクスプレス
USエアウェイズ・エクスプレス(US Airways Express)はアメリカ合衆国でUSエアウェイズの便名を冠してコミューター路線の運航を行っている複数の地域航空会社が使用していた共通のブランド名である。
おもにUSエアウェイズのハブ空港を発着する小規模な路線の運航を担当しており、アメリカ国内線はもとよりカナダやバハマに向かう国際線も運航していた。USウェイズがハブ空港及び焦点空港として機能させている空港は以下の通りであった。
- シャーロット・ダグラス国際空港
- フィラデルフィア国際空港
- フェニックス・スカイハーバー国際空港
- ロナルド・レーガン・ワシントン・ナショナル空港

## 歴史
USエアウェイズ・エクスプレスの歴史は1967年にまで遡ることができ、USエアウェイズの前身であるアレゲニー航空がヘンソン航空(現在のピードモント航空)と契約しアレゲニー・コミューターとしての運航を開始したことにはじまる。最初の運航路線はボルチモアとヘイガーズタウンをつなぐルートであったが、これは航空業界における最初のコードシェア便であると同時に主要航空会社が他の航空会社とコミューター路線を運航契約を結んだ最初の例である。なおこのヘンソン航空は現在もピードモント航空としてUSエアウェイズ・エクスプレスの一員となっている。
パシフィック・サウスウエスト航空(PSA)（現在のPSA航空とは別会社）とピードモント航空(現在のピードモント航空とは別会社)は1988年～1989年の間にUSエアウェイズ(当時はUSエアー)に買収された会社の名前であり、その当時とは路線や機材は一新されたものの、それぞれの航空会社名は商標の存続のために残されることとなった。
1996年まではUSエアー・エクスプレスという名前であったが、USエアーがUSエアウェイズに改称したことでこちらもUSエアウェイズ・エクスプレスと改名され、またUSエアウェイズ・エクスプレスの運航機体にも1996年から導入されているUSエアウェイズの新しい塗装が施されるようになった。
2015年10月17日に、USエアウェイズがアメリカン航空に完全統合されたことに伴い、USエアウェイズのブランドも消滅した。

## 契約航空会社
| 航空会社               | 付与便名   | IATA | ICAO | コールサイン  | 備考                                         |
| PSA航空                | 2200～2599 | US   | JIA  | Blue Streak   | USエアウェイズグループの完全子会社           |
| ピードモント航空       | 4100～4649 | US   | PDT  | Piedmont      | USエアウェイズグループの完全子会社           |
| メサ航空               | 2600～2999 | YV   | ASH  | Air Shuttle   |                                              |
| シャトーカ航空         | 3000～3099 | RP   | CHQ  | Chautauqua    | リパブリック航空ホールディングスの完全子会社 |
| リパブリック航空       | 3100～3499 | RW   | RPA  | Brickyard     | リパブリック航空ホールディングスの完全子会社 |
| エア・ウィスコンシン   | 3551～4099 | ZW   | AWI  | Air Wisconsin |                                              |
| コルガン・エア         | 4650～4849 | 9L   | CJC  | Colgan        | ピナクル航空コープの完全子会社               |
| トランス・ステイツ航空 | 3500～3550 | AX   | LOF  | Waterski      |                                              |

## 過去の航空会社と保有機材

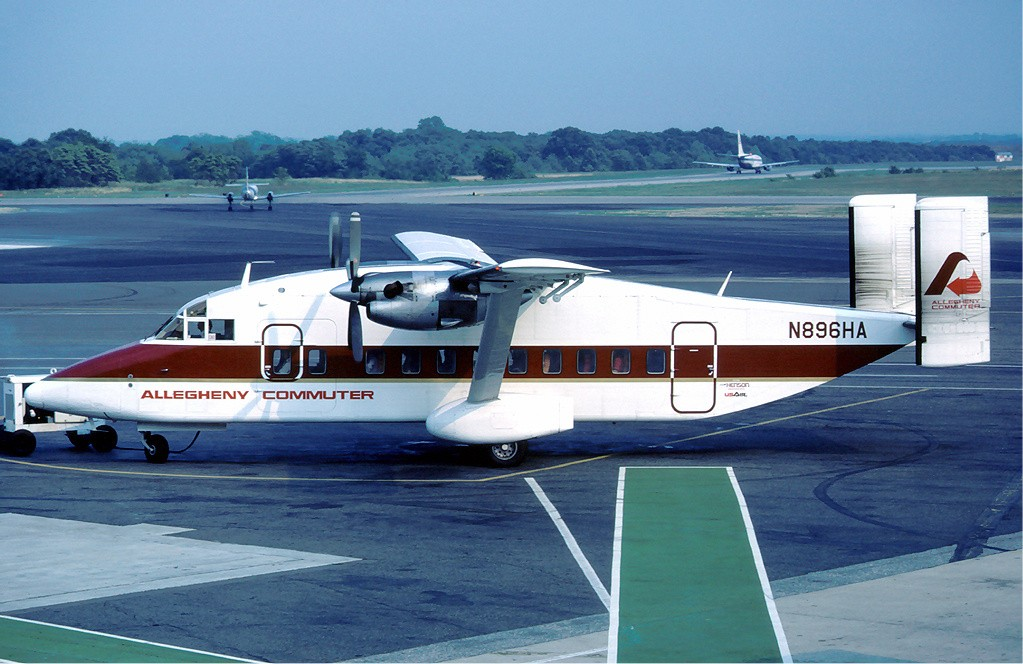
ヘンソン航空が運航していたショート330(1983年9月、ボルティモア・ワシントン国際空港にて)

過去にUSエアウェイズ・エキスプレスとして運航を行っていたことのある航空会社としては、エア・ミッドウエスト、アレゲニー航空、CCエア、コミュートエア、クラウン航空、フロリダ湾航空、ジェット・エキスプレス、リバティー・エキスプレス航空、ミッドウェイ航空、ミッドアトランティック航空、パラダイス・アイランド航空、ポトマック航空、ランサム航空、サウザン・ジャージー航空、ステイツウエスト航空、サバーバン航空が挙げられる。
またこれまでUSエアウェイズ・エキスプレスの各社で使用されていたことのある航空機はドルニエ328、デ・ハビランド・カナダDHC-7、ショート360、ジェットストリーム31、ジェットストリーム41、エンブラエルEMB120、ショート330、フォッカーF27、デ・ハビランド・カナダDHC-6、ノルド262、モホーク298、フェアチャイルド メトロライナー、エンブラエルEMB110、CASA212、デ・ハビランド・カナダDHC-3、デ・ハビランドDH.114ヘロン、ビーチクラフト・モデル18、デ・ハビランド DH.104 ダブ、ビーチクラフト1900、ビーチクラフト・モデル99などがある。

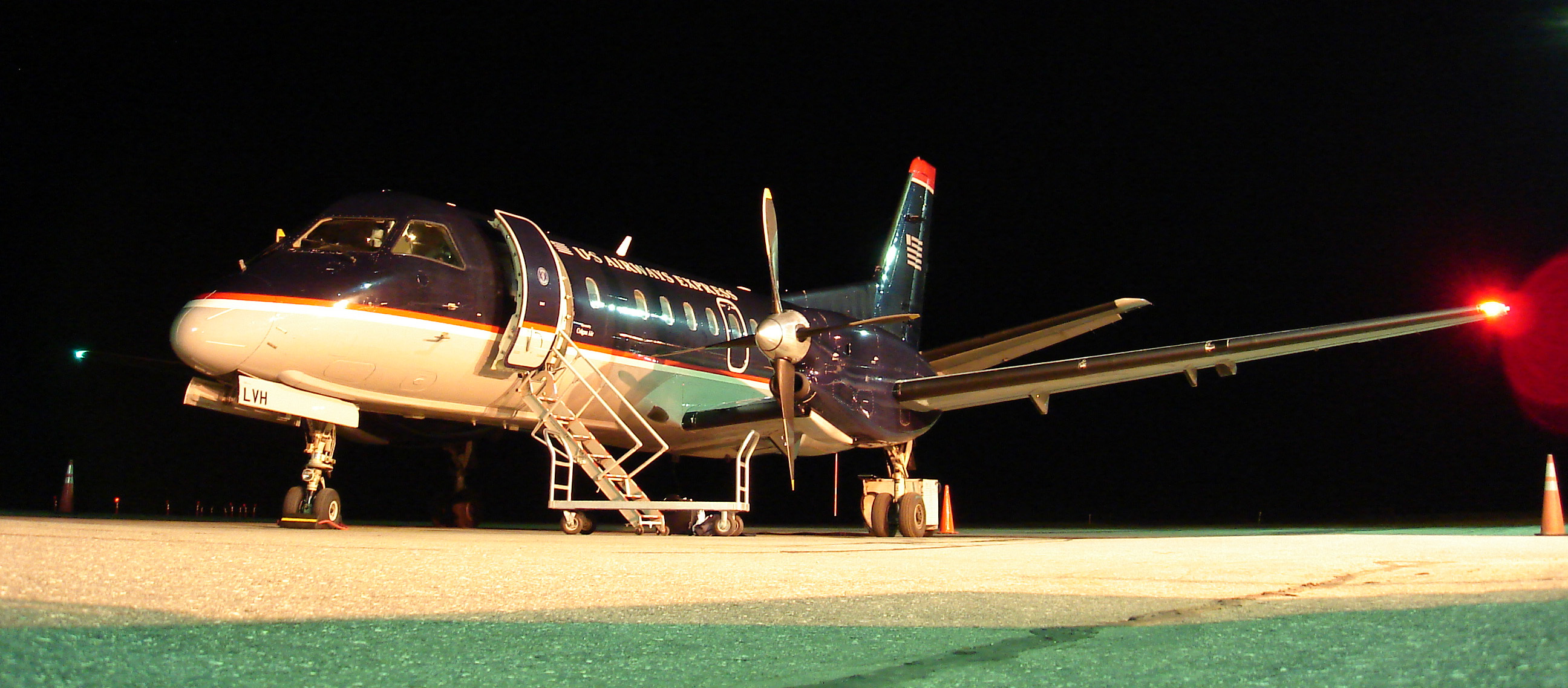
Saab 340

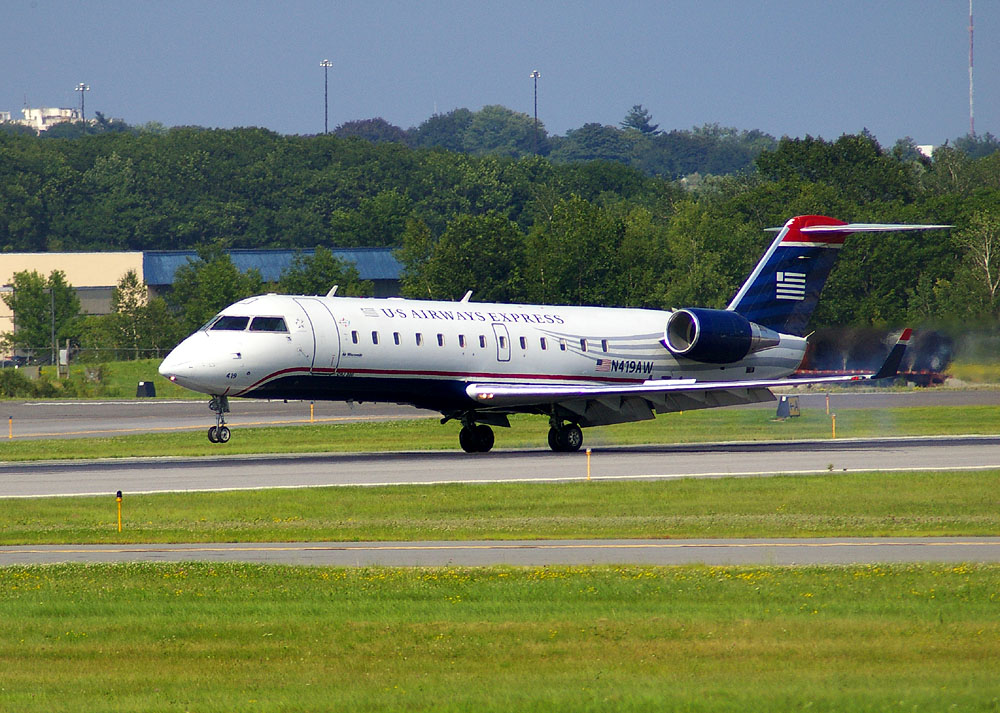
Bombardier CRJ200

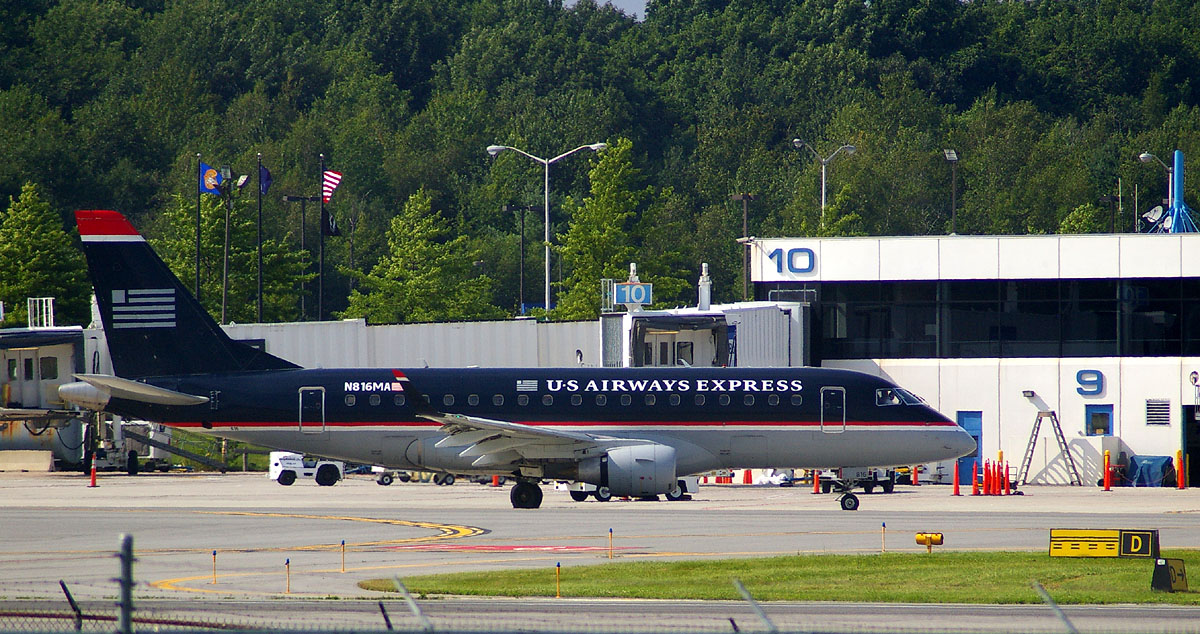
Embraer 170

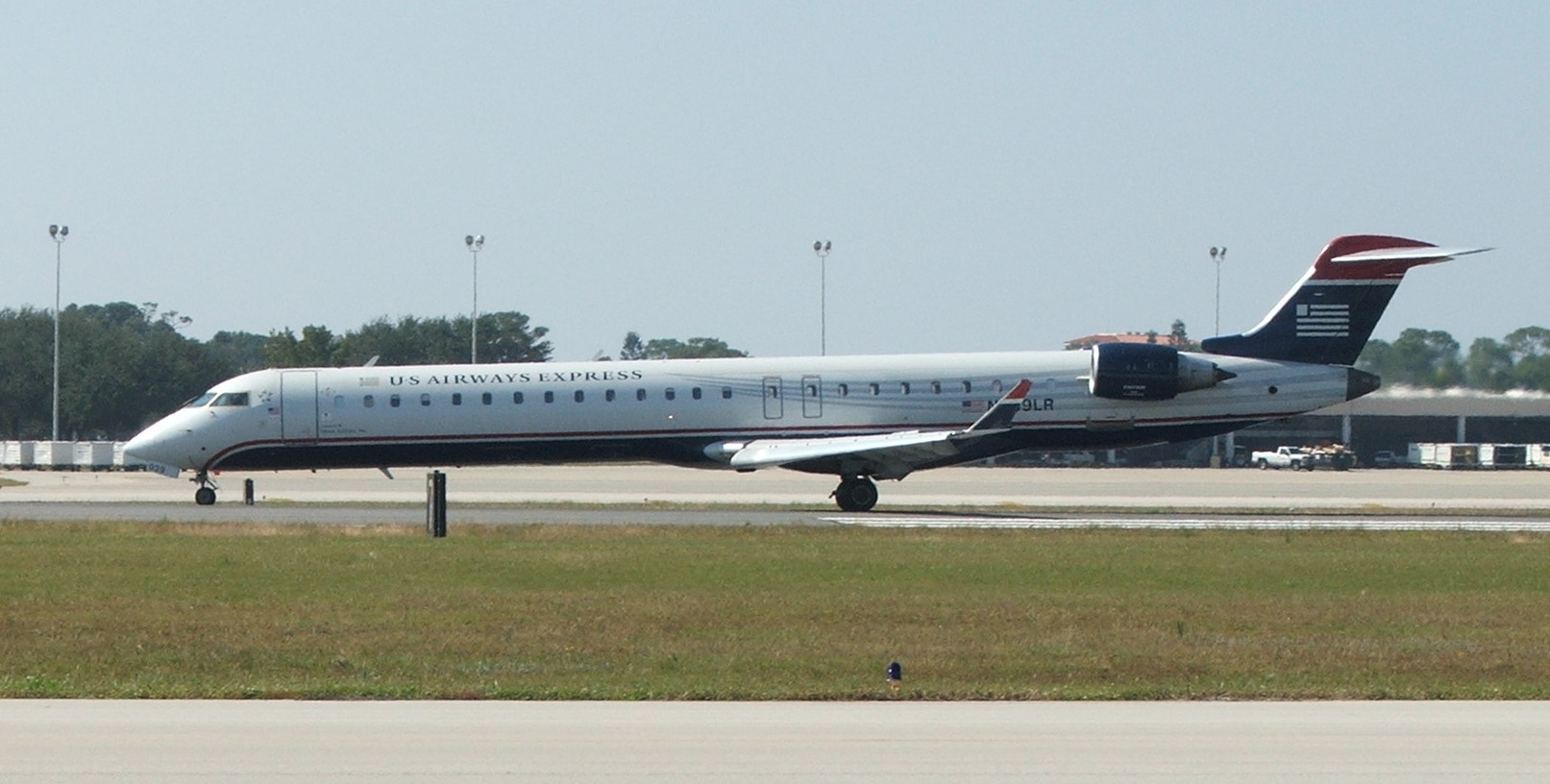
Bombardier CRJ

## 事故と事件
- 1992年1月3日、当時のUSエア・エクスプレスとして運航されていたコミュート・エア4821便ビーチクラフト1900型機が、ピッツバーグからサラナク・レイクへの着陸進入中に山へ墜落し乗員乗客4名のうち2名が死亡、2名が重傷を負った。
- 2003年USエアウェイズ・エクスプレス便として運航されていたエア・ミッドウエスト（英語版）5481便ビーチクラフト1900D型機がシャーロット・ダグラス国際空港で、グリーンビル・スパータンバーグ国際空港に向けての離陸後に空港のハンガーに衝突し炎上するという事故が発生した。飛行機は離陸後37秒後にハンガーに突入し、乗員乗客21人全員が死亡した（詳細は、エア・ミッドウエスト5481便墜落事故を参照）。
- 2003年8月26日、USエアウェイズ・エクスプレス便として運航されていたコルガン・エア9446便ビーチクラフト1900D型機がバーンステイブル地域空港を離陸した直後に水面に墜落し、パイロット2名が死亡した。（詳細は、コルガン・エア9446便墜落事故を参照）
- 2005年8月26日、USエアウェイズ・エクスプレスのエンブラエル170型機がヒューストンでパーキング・ブレーキがかかったまま着陸を行い、車輪に大きな損傷を与えた。これによるけが人は出ず、損傷を受けた機体も修理後再び運航を開始した。
- 2008年11月16日、リハイバレー国際空港からフィラデルフィア国際空港に向かっていたピードモント航空が運航するUSエアウェイズ・エクスプレス4551便ボンバルディア・ダッシュ8型機の前輪が出なくなり、確認のために滑走路上を低空飛行したあと緊急着陸を行った。これによるけが人や死者はでなかった。